# Hakea laevipes
Hakea laevipes är en tvåhjärtbladig växtart. Hakea laevipes ingår i släktet Hakea och familjen Proteaceae.

## Underarter
Arten delas in i följande underarter:
- H. l. graniticola
- H. l. laevipes